# 2015年トビリシ大洪水

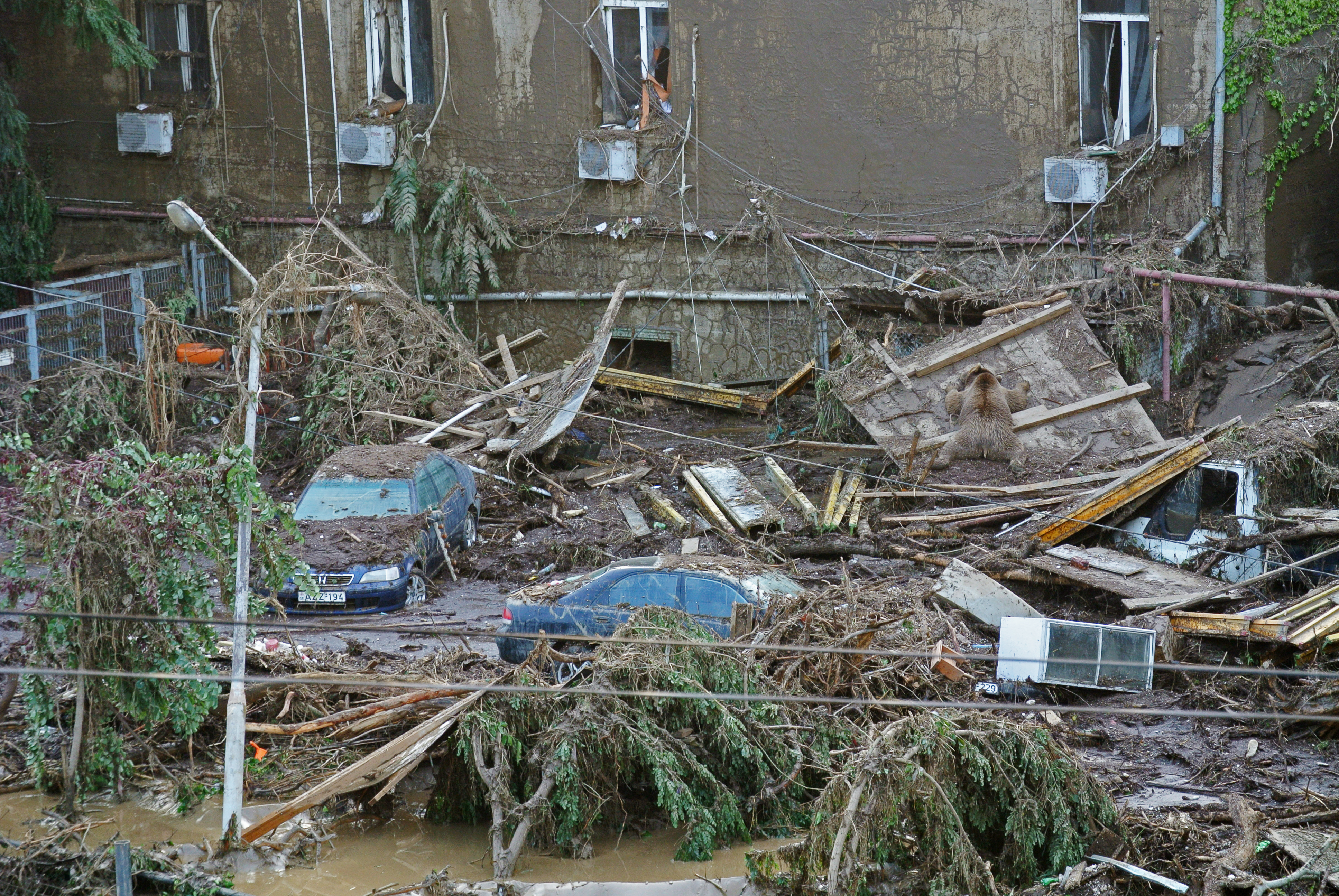
大洪水後のトビリシ動物園

2015年トビリシ大洪水（2015ねんトビリシだいこうずい、グルジア語: თბილისის წყალდიდობა トビリシス・ツカルディドバ、英語: 2015 Tbilisi flood 、「トビリシ洪水」）は、2015年6月13日から14日にかけてジョージアの首都トビリシ市中心部で豪雨により発生した大規模な洪水。2015年ジョージア大洪水（英語: 2015 Georgian flood） の名でも報道された。この大洪水による死者は少なくとも20名に達し、損害額は4500万ドルに達した。また、首都トビリシでは中心市街を流れるヴェレ川およびヴェレ川と合流するクラ川が氾濫したため、市内のトビリシ動物園からは猛獣を含む多数の動物たちが逃げ出す騒ぎとなった。
当時の首相だったイラクリ・ガリバシヴィリは6月15日を服喪の日にすると発表した。

## 概要

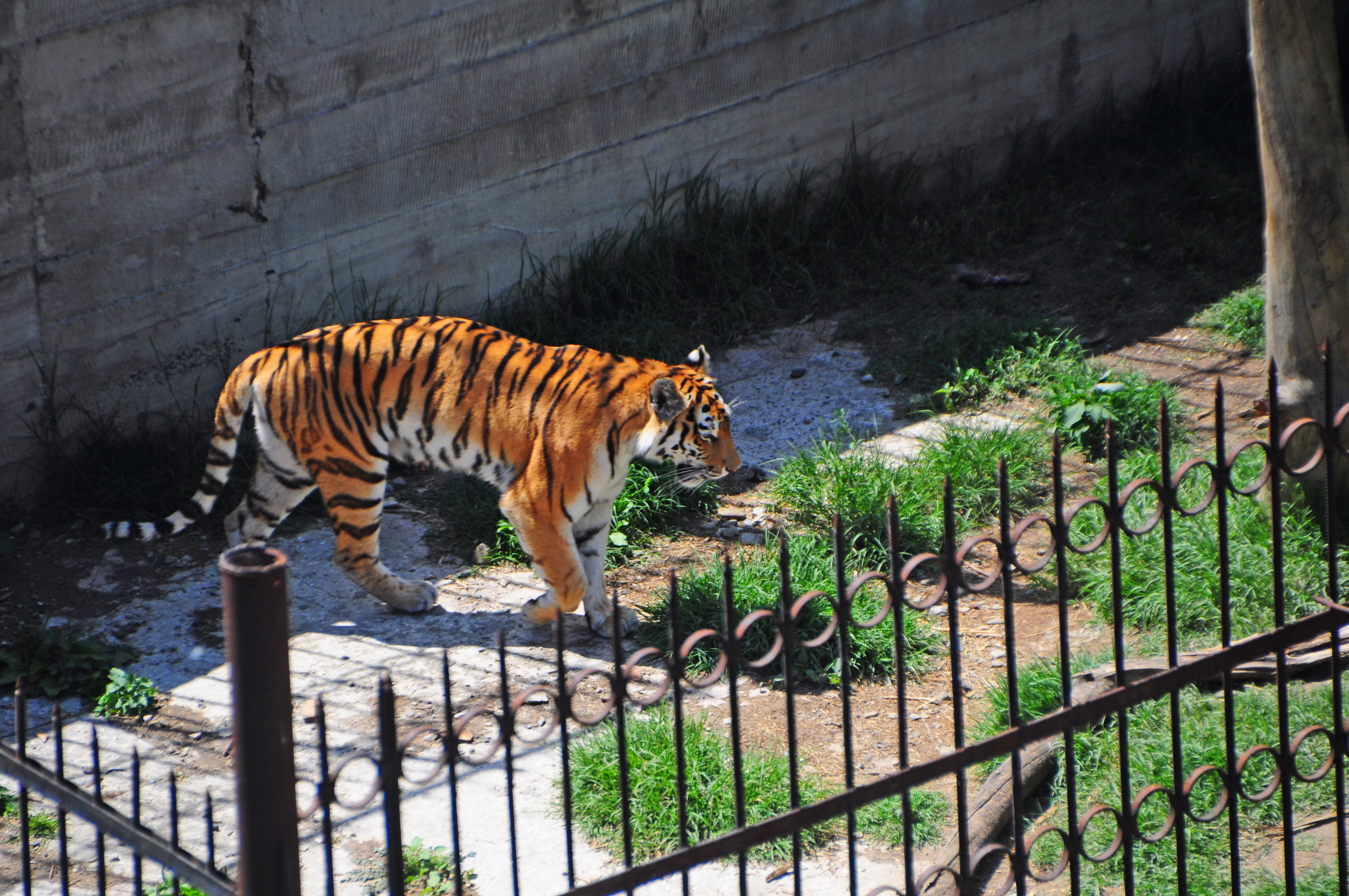
トビリシ動物園のトラ（2014年6月15日撮影）

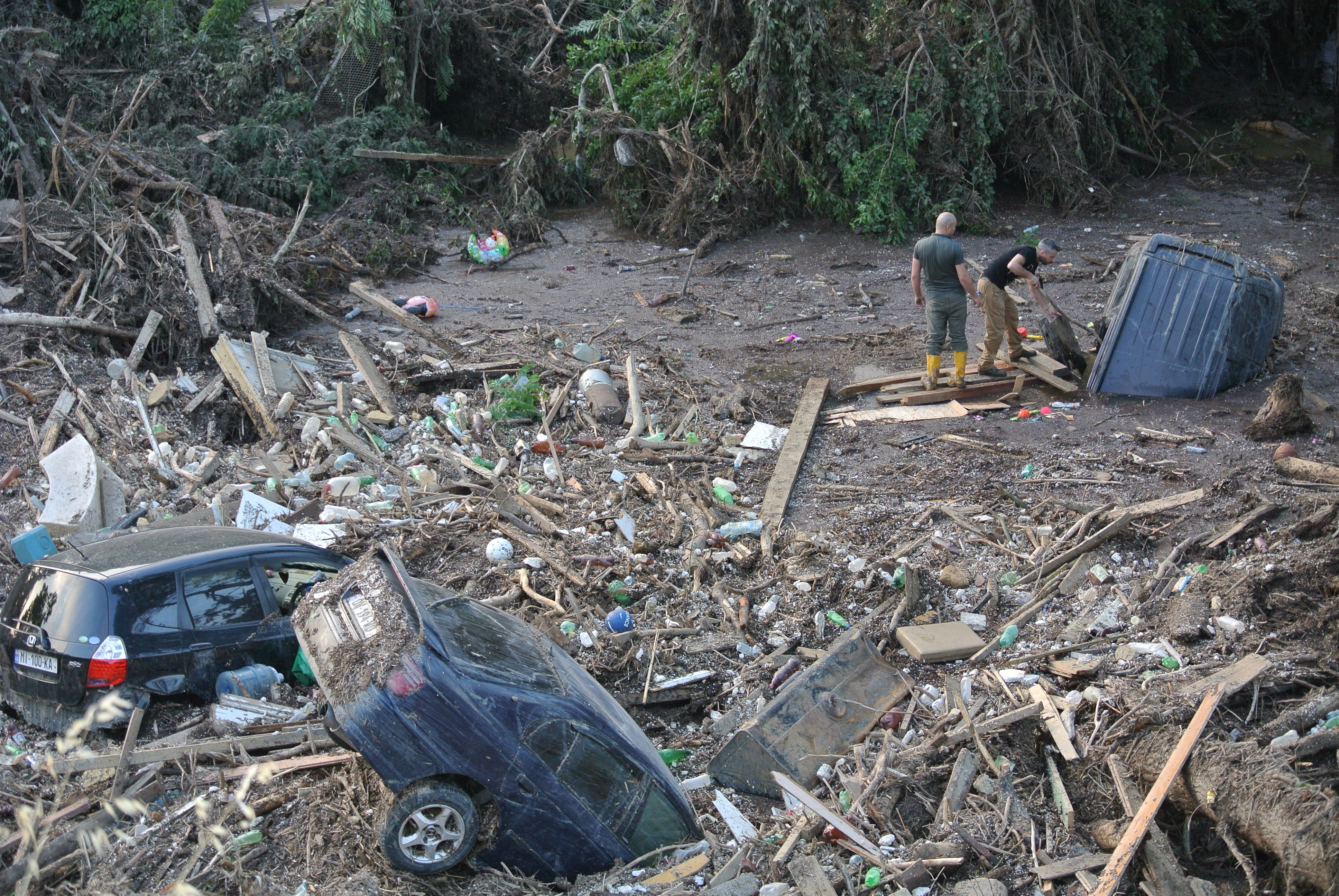
2015年ジョージア大洪水の被害状況

トビリシ市内最大・最古の動物園、トビリシ動物園からはオオカミ、トラ、ライオン、ジャガー、ジャッカル、クマ、カバなど多数の動物が逃亡して市内各所で出没した。当局には、街頭で立どまっているカバや市街地を泳ぎ、徘徊するワニ、人家の窓にまでよじ上ったクマ、洪水によるがれきに埋没した動物の死骸など多数の目撃情報が寄せられた。同動物園では鳥類や魚類等を含めた約600匹の動物が飼育されていたが、6月14日の時点でこのうち半数あまりが行方不明になったと発表された。逃げた動物たちは警察とジョージア軍が追跡し、一部は捕獲され、一部は射殺された。トビリシ動物園の発表によれば、6月15日の段階で、逃げ出した動物たちのうち捕獲されていないのはオオカミ20匹、ライオン8頭、トラ数頭、ジャガー、およびジャッカルであった。ジョージアのイラクリ・ガリバシヴィリ首相は、このとき動物がすべて捕獲されるまでは外出を避けるよう市民に勧告している。ジョージア内務省もこの件について動物たちの発見に全力を挙げていると説明したうえ「状況は完璧に制御できている」と強調して市民の不安の払拭に努めた。しかし、6月17日、動物園から逃亡していたホワイトタイガーがトビリシ市内の43歳の男性を襲い、男性が病院に搬送される前に死亡するという事件が発生した。これに先立って脱走動物による危険はなくなったと宣言していたガリバシヴィリ首相は、動物園からの情報に誤りがあったとして市民に謝罪した。なお、ロシア連邦内に所在するニュースサイトは、トビリシから約60キロメートル離れたアゼルバイジャンとの国境に近い川の下流で、アフリカペンギン1羽が漁網にかかっているのが発見され、捕獲されたと伝えている。
トビリシ市内では大洪水にともなって停電や断水が発生し、救助隊がヘリコプターで家屋等に取り残された人々の救出に当たった。死者のなかにはトビリシ動物園の職員2名も含まれる。市内の幹線道路は水没して民家や車両が流され、市民の居住する住宅建築の多くが浸水被害に見舞われた。トビリシ西部の町でも豪雨のために道路が寸断され、警察がヘリで16人を避難させた。